# 1514
Portal Geschichte | Portal Biografien | Aktuelle Ereignisse | Jahreskalender | Tagesartikel

◄ |
15. Jahrhundert |
16. Jahrhundert
| 17. Jahrhundert | ►

◄ |
1480er |
1490er |
1500er |
1510er
| 1520er | 1530er | 1540er | ►

◄◄ |
◄ |
1510 |
1511 |
1512 |
1513 |
1514
| 1515 | 1516 | 1517 | 1518 | ► | ►►
Staatsoberhäupter  · Nekrolog · Kunstjahr · Literaturjahr · Musikjahr   · Wissenschaftsjahr
| Januar | Januar | Januar | Januar | Januar | Januar | Januar | Januar |
| Kw     | Mo     | Di     | Mi     | Do     | Fr     | Sa     | So     |
| ------ | ------ | ------ | ------ | ------ | ------ | ------ | ------ |
| 52     |        |        |        |        |        |        | 1      |
| 1      | 2      | 3      | 4      | 5      | 6      | 7      | 8      |
| 2      | 9      | 10     | 11     | 12     | 13     | 14     | 15     |
| 3      | 16     | 17     | 18     | 19     | 20     | 21     | 22     |
| 4      | 23     | 24     | 25     | 26     | 27     | 28     | 29     |
| 5      | 30     | 31     |        |        |        |        |        |

| Februar | Februar | Februar | Februar | Februar | Februar | Februar | Februar |
| Kw      | Mo      | Di      | Mi      | Do      | Fr      | Sa      | So      |
| ------- | ------- | ------- | ------- | ------- | ------- | ------- | ------- |
| 5       |         |         | 1       | 2       | 3       | 4       | 5       |
| 6       | 6       | 7       | 8       | 9       | 10      | 11      | 12      |
| 7       | 13      | 14      | 15      | 16      | 17      | 18      | 19      |
| 8       | 20      | 21      | 22      | 23      | 24      | 25      | 26      |
| 9       | 27      | 28      |         |         |         |         |         |

| März | März | März | März | März | März | März | März |
| Kw   | Mo   | Di   | Mi   | Do   | Fr   | Sa   | So   |
| ---- | ---- | ---- | ---- | ---- | ---- | ---- | ---- |
| 9    |      |      | 1    | 2    | 3    | 4    | 5    |
| 10   | 6    | 7    | 8    | 9    | 10   | 11   | 12   |
| 11   | 13   | 14   | 15   | 16   | 17   | 18   | 19   |
| 12   | 20   | 21   | 22   | 23   | 24   | 25   | 26   |
| 13   | 27   | 28   | 29   | 30   | 31   |      |      |

| April | April | April | April | April | April | April | April |
| Kw    | Mo    | Di    | Mi    | Do    | Fr    | Sa    | So    |
| ----- | ----- | ----- | ----- | ----- | ----- | ----- | ----- |
| 13    |       |       |       |       |       | 1     | 2     |
| 14    | 3     | 4     | 5     | 6     | 7     | 8     | 9     |
| 15    | 10    | 11    | 12    | 13    | 14    | 15    | 16    |
| 16    | 17    | 18    | 19    | 20    | 21    | 22    | 23    |
| 17    | 24    | 25    | 26    | 27    | 28    | 29    | 30    |

| Mai | Mai | Mai | Mai | Mai | Mai | Mai | Mai |
| Kw  | Mo  | Di  | Mi  | Do  | Fr  | Sa  | So  |
| --- | --- | --- | --- | --- | --- | --- | --- |
| 18  | 1   | 2   | 3   | 4   | 5   | 6   | 7   |
| 19  | 8   | 9   | 10  | 11  | 12  | 13  | 14  |
| 20  | 15  | 16  | 17  | 18  | 19  | 20  | 21  |
| 21  | 22  | 23  | 24  | 25  | 26  | 27  | 28  |
| 22  | 29  | 30  | 31  |     |     |     |     |

| Juni | Juni | Juni | Juni | Juni | Juni | Juni | Juni |
| Kw   | Mo   | Di   | Mi   | Do   | Fr   | Sa   | So   |
| ---- | ---- | ---- | ---- | ---- | ---- | ---- | ---- |
| 22   |      |      |      | 1    | 2    | 3    | 4    |
| 23   | 5    | 6    | 7    | 8    | 9    | 10   | 11   |
| 24   | 12   | 13   | 14   | 15   | 16   | 17   | 18   |
| 25   | 19   | 20   | 21   | 22   | 23   | 24   | 25   |
| 26   | 26   | 27   | 28   | 29   | 30   |      |      |

| Juli | Juli | Juli | Juli | Juli | Juli | Juli | Juli |
| Kw   | Mo   | Di   | Mi   | Do   | Fr   | Sa   | So   |
| ---- | ---- | ---- | ---- | ---- | ---- | ---- | ---- |
| 26   |      |      |      |      |      | 1    | 2    |
| 27   | 3    | 4    | 5    | 6    | 7    | 8    | 9    |
| 28   | 10   | 11   | 12   | 13   | 14   | 15   | 16   |
| 29   | 17   | 18   | 19   | 20   | 21   | 22   | 23   |
| 30   | 24   | 25   | 26   | 27   | 28   | 29   | 30   |
| 31   | 31   |      |      |      |      |      |      |

| August | August | August | August | August | August | August | August |
| Kw     | Mo     | Di     | Mi     | Do     | Fr     | Sa     | So     |
| ------ | ------ | ------ | ------ | ------ | ------ | ------ | ------ |
| 31     |        | 1      | 2      | 3      | 4      | 5      | 6      |
| 32     | 7      | 8      | 9      | 10     | 11     | 12     | 13     |
| 33     | 14     | 15     | 16     | 17     | 18     | 19     | 20     |
| 34     | 21     | 22     | 23     | 24     | 25     | 26     | 27     |
| 35     | 28     | 29     | 30     | 31     |        |        |        |

| September | September | September | September | September | September | September | September |
| Kw        | Mo        | Di        | Mi        | Do        | Fr        | Sa        | So        |
| --------- | --------- | --------- | --------- | --------- | --------- | --------- | --------- |
| 35        |           |           |           |           | 1         | 2         | 3         |
| 36        | 4         | 5         | 6         | 7         | 8         | 9         | 10        |
| 37        | 11        | 12        | 13        | 14        | 15        | 16        | 17        |
| 38        | 18        | 19        | 20        | 21        | 22        | 23        | 24        |
| 39        | 25        | 26        | 27        | 28        | 29        | 30        |           |

| Oktober | Oktober | Oktober | Oktober | Oktober | Oktober | Oktober | Oktober |
| Kw      | Mo      | Di      | Mi      | Do      | Fr      | Sa      | So      |
| ------- | ------- | ------- | ------- | ------- | ------- | ------- | ------- |
| 39      |         |         |         |         |         |         | 1       |
| 40      | 2       | 3       | 4       | 5       | 6       | 7       | 8       |
| 41      | 9       | 10      | 11      | 12      | 13      | 14      | 15      |
| 42      | 16      | 17      | 18      | 19      | 20      | 21      | 22      |
| 43      | 23      | 24      | 25      | 26      | 27      | 28      | 29      |
| 44      | 30      | 31      |         |         |         |         |         |

| November | November | November | November | November | November | November | November |
| Kw       | Mo       | Di       | Mi       | Do       | Fr       | Sa       | So       |
| -------- | -------- | -------- | -------- | -------- | -------- | -------- | -------- |
| 44       |          |          | 1        | 2        | 3        | 4        | 5        |
| 45       | 6        | 7        | 8        | 9        | 10       | 11       | 12       |
| 46       | 13       | 14       | 15       | 16       | 17       | 18       | 19       |
| 47       | 20       | 21       | 22       | 23       | 24       | 25       | 26       |
| 48       | 27       | 28       | 29       | 30       |          |          |          |

| Dezember | Dezember | Dezember | Dezember | Dezember | Dezember | Dezember | Dezember |
| Kw       | Mo       | Di       | Mi       | Do       | Fr       | Sa       | So       |
| -------- | -------- | -------- | -------- | -------- | -------- | -------- | -------- |
| 48       |          |          |          |          | 1        | 2        | 3        |
| 49       | 4        | 5        | 6        | 7        | 8        | 9        | 10       |
| 50       | 11       | 12       | 13       | 14       | 15       | 16       | 17       |
| 51       | 18       | 19       | 20       | 21       | 22       | 23       | 24       |
| 52       | 25       | 26       | 27       | 28       | 29       | 30       | 31       |

| Januar | Januar | Januar | Januar | Januar | Januar | Januar | Januar |
| Kw     | Mo     | Di     | Mi     | Do     | Fr     | Sa     | So     |
| ------ | ------ | ------ | ------ | ------ | ------ | ------ | ------ |
| 52     |        |        |        |        |        |        | 1      |
| 1      | 2      | 3      | 4      | 5      | 6      | 7      | 8      |
| 2      | 9      | 10     | 11     | 12     | 13     | 14     | 15     |
| 3      | 16     | 17     | 18     | 19     | 20     | 21     | 22     |
| 4      | 23     | 24     | 25     | 26     | 27     | 28     | 29     |
| 5      | 30     | 31     |        |        |        |        |        |

| Februar | Februar | Februar | Februar | Februar | Februar | Februar | Februar |
| Kw      | Mo      | Di      | Mi      | Do      | Fr      | Sa      | So      |
| ------- | ------- | ------- | ------- | ------- | ------- | ------- | ------- |
| 5       |         |         | 1       | 2       | 3       | 4       | 5       |
| 6       | 6       | 7       | 8       | 9       | 10      | 11      | 12      |
| 7       | 13      | 14      | 15      | 16      | 17      | 18      | 19      |
| 8       | 20      | 21      | 22      | 23      | 24      | 25      | 26      |
| 9       | 27      | 28      |         |         |         |         |         |

| März | März | März | März | März | März | März | März |
| Kw   | Mo   | Di   | Mi   | Do   | Fr   | Sa   | So   |
| ---- | ---- | ---- | ---- | ---- | ---- | ---- | ---- |
| 9    |      |      | 1    | 2    | 3    | 4    | 5    |
| 10   | 6    | 7    | 8    | 9    | 10   | 11   | 12   |
| 11   | 13   | 14   | 15   | 16   | 17   | 18   | 19   |
| 12   | 20   | 21   | 22   | 23   | 24   | 25   | 26   |
| 13   | 27   | 28   | 29   | 30   | 31   |      |      |

| April | April | April | April | April | April | April | April |
| Kw    | Mo    | Di    | Mi    | Do    | Fr    | Sa    | So    |
| ----- | ----- | ----- | ----- | ----- | ----- | ----- | ----- |
| 13    |       |       |       |       |       | 1     | 2     |
| 14    | 3     | 4     | 5     | 6     | 7     | 8     | 9     |
| 15    | 10    | 11    | 12    | 13    | 14    | 15    | 16    |
| 16    | 17    | 18    | 19    | 20    | 21    | 22    | 23    |
| 17    | 24    | 25    | 26    | 27    | 28    | 29    | 30    |

| Mai | Mai | Mai | Mai | Mai | Mai | Mai | Mai |
| Kw  | Mo  | Di  | Mi  | Do  | Fr  | Sa  | So  |
| --- | --- | --- | --- | --- | --- | --- | --- |
| 18  | 1   | 2   | 3   | 4   | 5   | 6   | 7   |
| 19  | 8   | 9   | 10  | 11  | 12  | 13  | 14  |
| 20  | 15  | 16  | 17  | 18  | 19  | 20  | 21  |
| 21  | 22  | 23  | 24  | 25  | 26  | 27  | 28  |
| 22  | 29  | 30  | 31  |     |     |     |     |

| Juni | Juni | Juni | Juni | Juni | Juni | Juni | Juni |
| Kw   | Mo   | Di   | Mi   | Do   | Fr   | Sa   | So   |
| ---- | ---- | ---- | ---- | ---- | ---- | ---- | ---- |
| 22   |      |      |      | 1    | 2    | 3    | 4    |
| 23   | 5    | 6    | 7    | 8    | 9    | 10   | 11   |
| 24   | 12   | 13   | 14   | 15   | 16   | 17   | 18   |
| 25   | 19   | 20   | 21   | 22   | 23   | 24   | 25   |
| 26   | 26   | 27   | 28   | 29   | 30   |      |      |

| Juli | Juli | Juli | Juli | Juli | Juli | Juli | Juli |
| Kw   | Mo   | Di   | Mi   | Do   | Fr   | Sa   | So   |
| ---- | ---- | ---- | ---- | ---- | ---- | ---- | ---- |
| 26   |      |      |      |      |      | 1    | 2    |
| 27   | 3    | 4    | 5    | 6    | 7    | 8    | 9    |
| 28   | 10   | 11   | 12   | 13   | 14   | 15   | 16   |
| 29   | 17   | 18   | 19   | 20   | 21   | 22   | 23   |
| 30   | 24   | 25   | 26   | 27   | 28   | 29   | 30   |
| 31   | 31   |      |      |      |      |      |      |

| August | August | August | August | August | August | August | August |
| Kw     | Mo     | Di     | Mi     | Do     | Fr     | Sa     | So     |
| ------ | ------ | ------ | ------ | ------ | ------ | ------ | ------ |
| 31     |        | 1      | 2      | 3      | 4      | 5      | 6      |
| 32     | 7      | 8      | 9      | 10     | 11     | 12     | 13     |
| 33     | 14     | 15     | 16     | 17     | 18     | 19     | 20     |
| 34     | 21     | 22     | 23     | 24     | 25     | 26     | 27     |
| 35     | 28     | 29     | 30     | 31     |        |        |        |

| September | September | September | September | September | September | September | September |
| Kw        | Mo        | Di        | Mi        | Do        | Fr        | Sa        | So        |
| --------- | --------- | --------- | --------- | --------- | --------- | --------- | --------- |
| 35        |           |           |           |           | 1         | 2         | 3         |
| 36        | 4         | 5         | 6         | 7         | 8         | 9         | 10        |
| 37        | 11        | 12        | 13        | 14        | 15        | 16        | 17        |
| 38        | 18        | 19        | 20        | 21        | 22        | 23        | 24        |
| 39        | 25        | 26        | 27        | 28        | 29        | 30        |           |

| Oktober | Oktober | Oktober | Oktober | Oktober | Oktober | Oktober | Oktober |
| Kw      | Mo      | Di      | Mi      | Do      | Fr      | Sa      | So      |
| ------- | ------- | ------- | ------- | ------- | ------- | ------- | ------- |
| 39      |         |         |         |         |         |         | 1       |
| 40      | 2       | 3       | 4       | 5       | 6       | 7       | 8       |
| 41      | 9       | 10      | 11      | 12      | 13      | 14      | 15      |
| 42      | 16      | 17      | 18      | 19      | 20      | 21      | 22      |
| 43      | 23      | 24      | 25      | 26      | 27      | 28      | 29      |
| 44      | 30      | 31      |         |         |         |         |         |

| November | November | November | November | November | November | November | November |
| Kw       | Mo       | Di       | Mi       | Do       | Fr       | Sa       | So       |
| -------- | -------- | -------- | -------- | -------- | -------- | -------- | -------- |
| 44       |          |          | 1        | 2        | 3        | 4        | 5        |
| 45       | 6        | 7        | 8        | 9        | 10       | 11       | 12       |
| 46       | 13       | 14       | 15       | 16       | 17       | 18       | 19       |
| 47       | 20       | 21       | 22       | 23       | 24       | 25       | 26       |
| 48       | 27       | 28       | 29       | 30       |          |          |          |

| Dezember | Dezember | Dezember | Dezember | Dezember | Dezember | Dezember | Dezember |
| Kw       | Mo       | Di       | Mi       | Do       | Fr       | Sa       | So       |
| -------- | -------- | -------- | -------- | -------- | -------- | -------- | -------- |
| 48       |          |          |          |          | 1        | 2        | 3        |
| 49       | 4        | 5        | 6        | 7        | 8        | 9        | 10       |
| 50       | 11       | 12       | 13       | 14       | 15       | 16       | 17       |
| 51       | 18       | 19       | 20       | 21       | 22       | 23       | 24       |
| 52       | 25       | 26       | 27       | 28       | 29       | 30       | 31       |

Im Jahr 1514 beginnt die Sächsische Fehde zwischen Herzog Georg von Sachsen und dem ostfriesischen Grafen Edzard I., deren Kampfhandlungen überwiegend in Ostfriesland stattfinden, und in Württemberg bricht der Aufstand des „Armen Konrad“ aus, der noch im gleichen Jahr von den Truppen Herzog Ulrichs blutig niedergeschlagen wird.
Polen-Litauen verliert die Stadt Smolensk an das Großfürstentum Moskau, kann aber mit dem Sieg in der Schlacht bei Orscha die russische Westexpansion vorläufig aufhalten.

## Ereignisse

### Politik und Weltgeschehen

#### Sächsische Fehde
Die überwiegend auf ostfriesischem Boden ausgetragene Sächsische Fehde zwischen Herzog Georg von Sachsen und dem wegen seiner Unterstützung der aufständischen Stadt Groningen mit Acht und Bann belegten ostfriesischen Grafen Edzard I. beginnt:

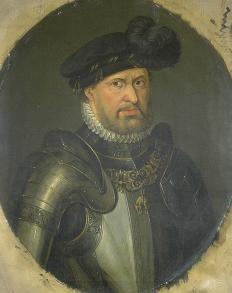
Heinrich II. von Braunschweig-Wolfenbüttel

Johann V. von Oldenburg, der seiner Grafschaft auf Kosten Edzards einen Zugang zur Nordsee zu verschaffen will, greift die Butjadinger Friesen an und besiegt sie in der Schlacht bei Langwarden.
Gleichzeitig fällt der braunschweigische Herzog Heinrich I. mit einem Heer von 20.000 Mann in Ostfriesland ein und belagert die nur durch wenige Bauern und Soldaten verteidigte Festung Leerort. Jedoch wird er dort am 23. Juni durch einen gezielten Kanonenschuss getötet. Die dadurch führerlos gewordene Truppe zieht sich aus Ostfriesland zurück. Heinrichs Sohn Heinrich II. wird als Nachfolger Herzog zu Braunschweig-Lüneburg und Fürst von Braunschweig-Wolfenbüttel. Er ist der letzte katholische Fürst im niedersächsischen Raum.
Der Graf von Oldenburg nimmt inzwischen mit Unterstützung des ostfriesischen Häuptlings Hero Omken mehrere Burgen in Ostfriesland ein. Auch die Festung Stickhausen geht so verloren. Edzard muss sich zurückziehen und lässt zur Deckung seines Rückzugs das Kloster Meerhusen in Brand setzen. Aurich wird belagert und infolge der Kämpfe und Brandschatzungen zerstört. An einer weiteren Front plündern und zerstören Landknechte der Schwarzen Garde mehrere Kommenden und Burgen. Die Burg von Altgödens wurde zerstört und die Burg Kniphausen eingenommen. Noch im Juni wird Norden gebrandschatzt und die Schwarze Garde wendet sich Oldersum zu, wo es am 14. Juni zu einem ersten Gefecht kommt. Unter der Führung von Ulrich von Dornum und Hicko von Oldersum gelingt aber die Verteidigung des Ortes. Auch ein zweiter Versuch, die Ortschaft einzunehmen, scheitert am 16. August.

#### Der Aufstand des „Armen Konrad“ in Württemberg

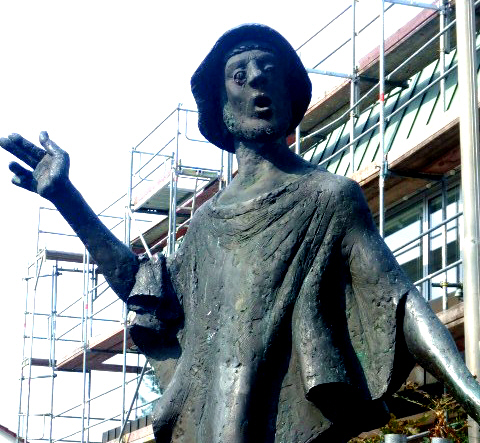
Denkmal für Peter Gaiß

Aus Protest gegen die von Herzog Ulrich von Württemberg im Vorjahr eingeführte Verbrauchssteuern und insbesondere gegen die Reduzierung der für den Handel notwendigen Maßgewichte führt Peter Gaiß aus Beutelsbach am 2. Mai ein Gottesurteil, bei dem die neuen Gewichte des Herzogs in der Rems bei Großheppach versinken. Als die Obrigkeit anderntags die Rückgabe der Steine fordert, eskaliert er die Situation, indem er in der Kapelle Sturm läutet und den zusammenkommenden Bauern erklärt, er sei der Arme Konrad, damals wohl auch ein Synonym für den einfachen Mann, und zieht mit einer wachsenden Schar von Aufrührern vor Schorndorf, wo sie Herzog Ulrich so beeindrucken, dass er die ungeliebte Steuer aufhebt. Daraufhin beruhigt sich die Lage im Remstal vorübergehend.

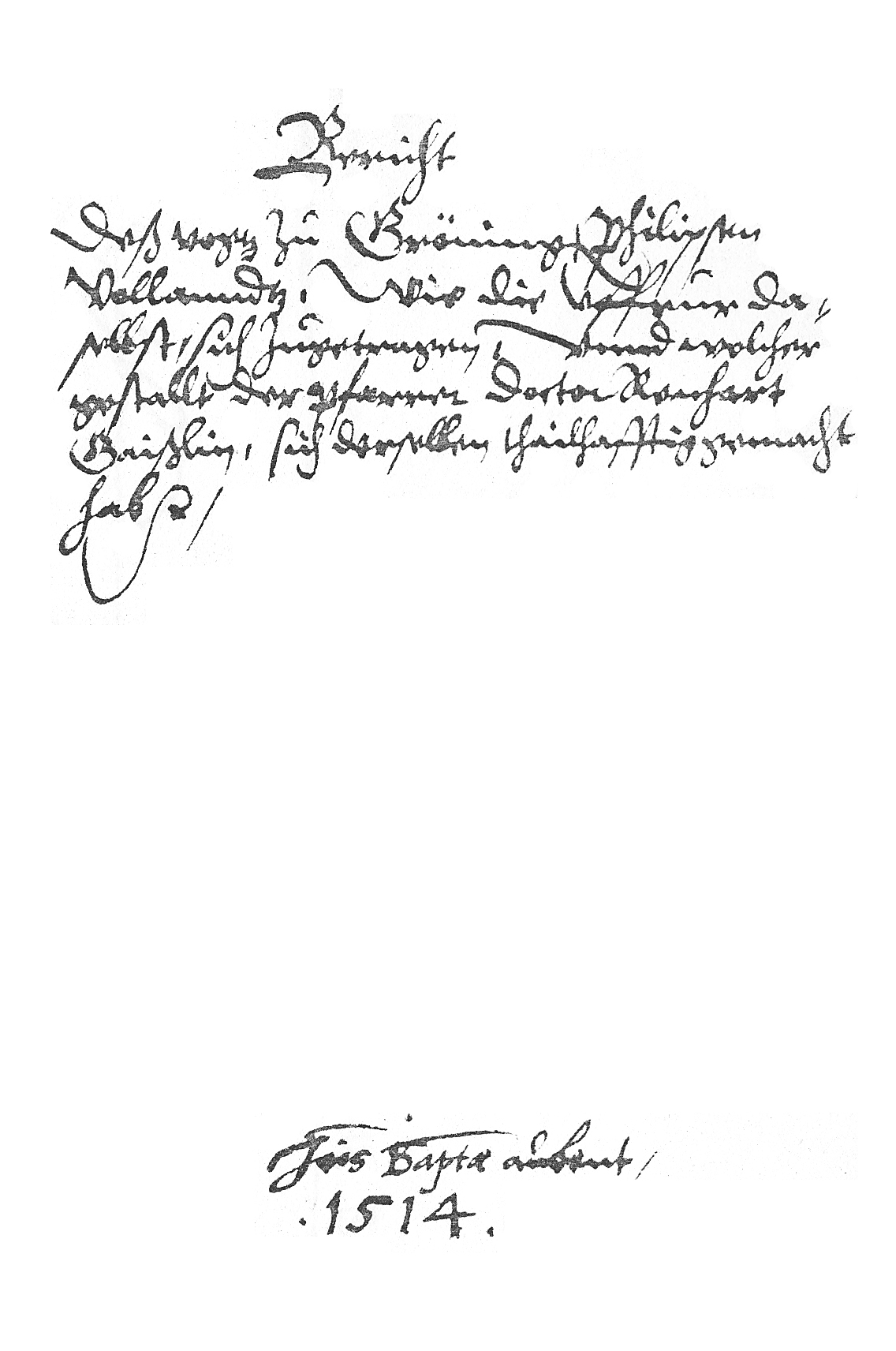
Titelseite des Gaißer-Dossiers von Philipp Volland

Doch schon am 7. Mai ruft der Grüninger Stadtpfarrer Reinhard Gaißer von der Kanzel offen zum Aufstand gegen den Vogt Philipp Volland auf, dem er Amtsmissbrauch und Getreidespekulation zu Lasten der Bauern vorwirft. Volland, der von den Aufständischen in seinem Haus belagert wird, macht diesen einige kleinere Zugeständnisse und spielt auf Zeit, während er Herzog Ulrich mehrere Lageberichte zuspielt. Auch Peter Gaiß zieht wieder durchs Land und bemüht sich, die Leute zum Aufruhr zu bewegen. Nach vielfältigen Tumulten im ganzen Land entkommt schließlich im Juli Herzog Ulrich in Schorndorf selbst nur knapp den Rebellen, das zehn Tage in deren Hand bleibt. Herzog Ulrich beruft daraufhin einen außerordentlichen Landtag ein und verlegt diesen nach Tübingen, um eine Mitsprache des gemeinen Volkes zu unterbinden.

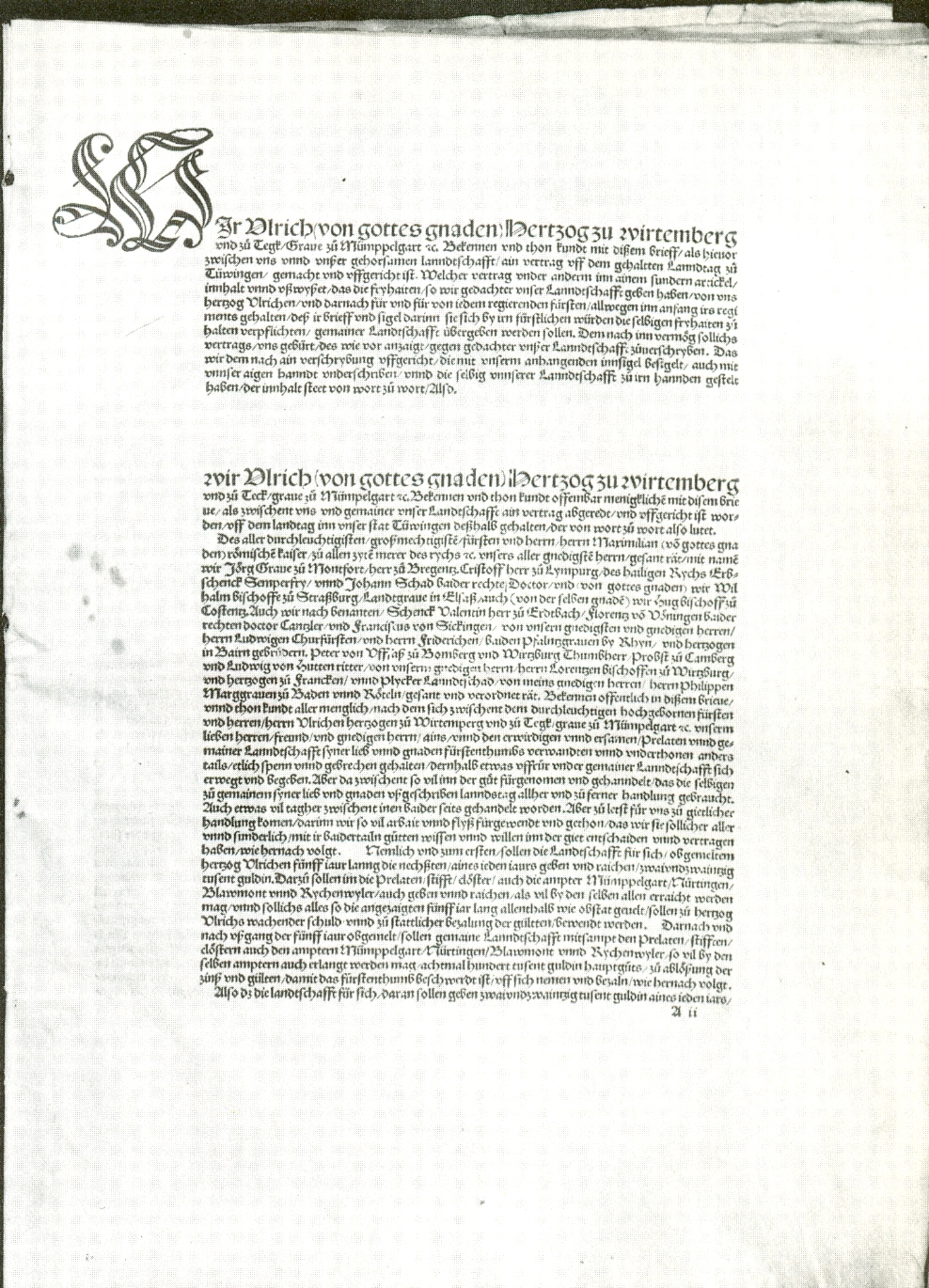
Originalurkunde des Tübinger Vertrags

Am 8. Juli wird der Tübinger Vertrag zwischen Herzog Ulrich und seinen Landständen geschlossen. Gegen Übernahme der herzoglichen Schulden erhalten letztere Mitspracherechte bei der Steuererhebung und Landesverteidigung. Dafür sichert die Ehrbarkeit ihre Unterstützung bei der Niederschlagung des Aufstands des Armen Konrad zu. Reinhard Gaißer ruft zwar von der Kanzel weiter zum Aufstand auf und wettert gegen den „faulen Kompromiss“, er unterschätzt jedoch den neuen Handlungsspielraum, den der Herzog mit dem Vertrag bekommen hat, der durch die gewährte Entschuldung jetzt ein Söldnerheer rekrutieren und damit den Aufständischen entgegentreten kann.

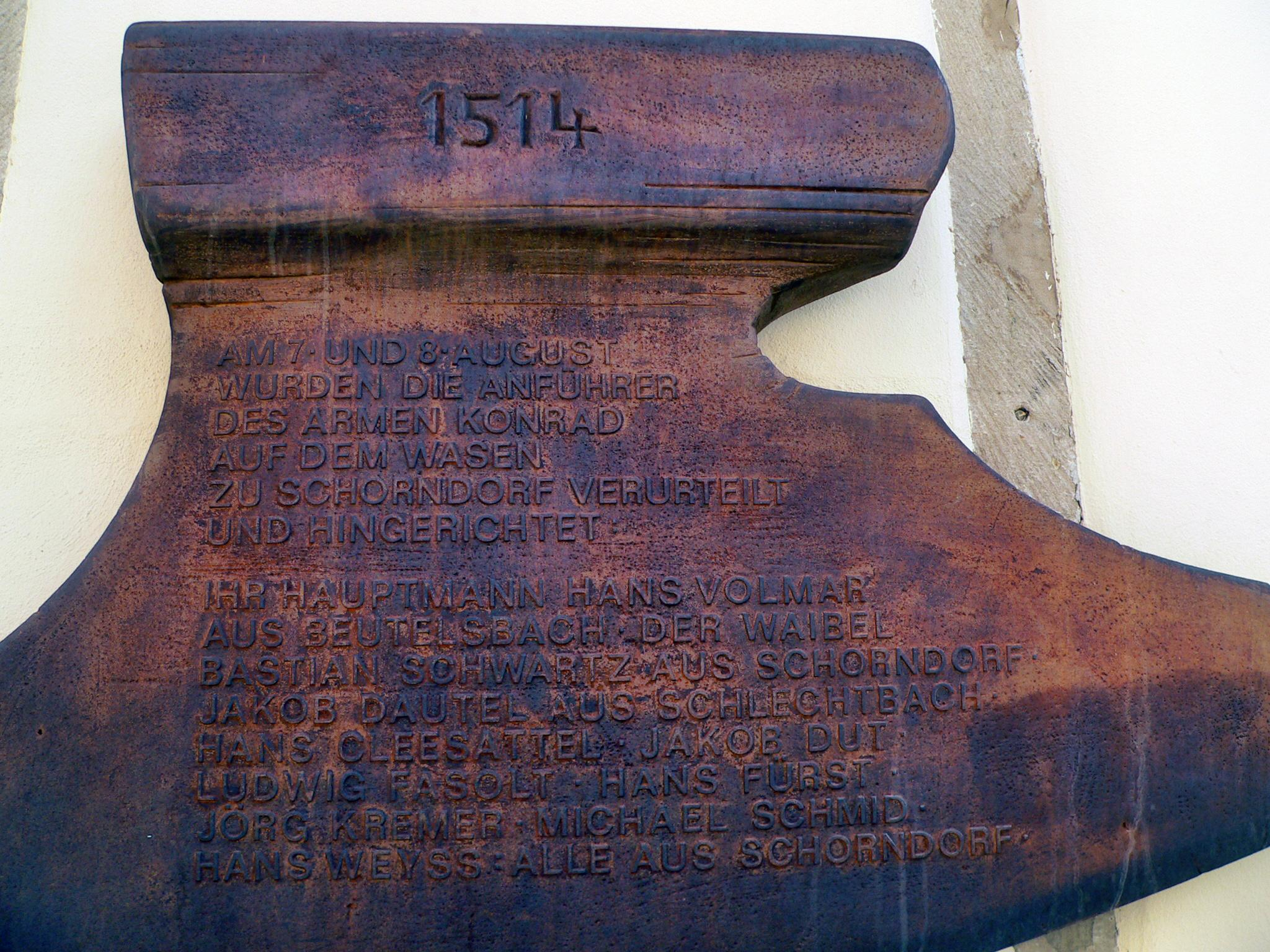
Gedenktafel für die in Schorndorf Hingerichteten

Die Bauern brechen schließlich zu einem Marsch durch Württemberg auf, in der Hoffnung, weitere zum Zuzug bewegen zu können und sich so weiter zu verstärken. Auf dem Beutelsbacher Kappelberg beziehen sie ihr Lager, wo die Schar angesichts der Nachrichten von wohlgerüsteten herzoglichen Truppen aber immer kleiner statt größer wird. Schließlich bricht der Arme Konrad ohne ein Gefecht sang- und klanglos zusammen. Herzogliche Truppen besetzen widerstandslos das Remstal und schleppen die Aufrührer, derer sie habhaft werden können, nach Schorndorf, wo sie am 9. August enthauptet werden. Rund 1.700 Bauern aus dem Remstal werden gefoltert, gepeitscht und gebrandmarkt sowie zu hohen Geldstrafen und dem Verlust ihrer Ehrenrechte verurteilt.
Pfarrer Gaißer, der nicht unter die württembergische Strafgerichtsbarkeit fällt, kommt mit einer Verwarnung des seiner Sache durchaus gewogenen Bischofs von Speyer, Georg von der Pfalz, davon, und bleibt weiterhin Pfarrer in der Bartholomäuskirche von Grüningen.

#### Weitere Ereignisse im Heiligen Römischen Reich

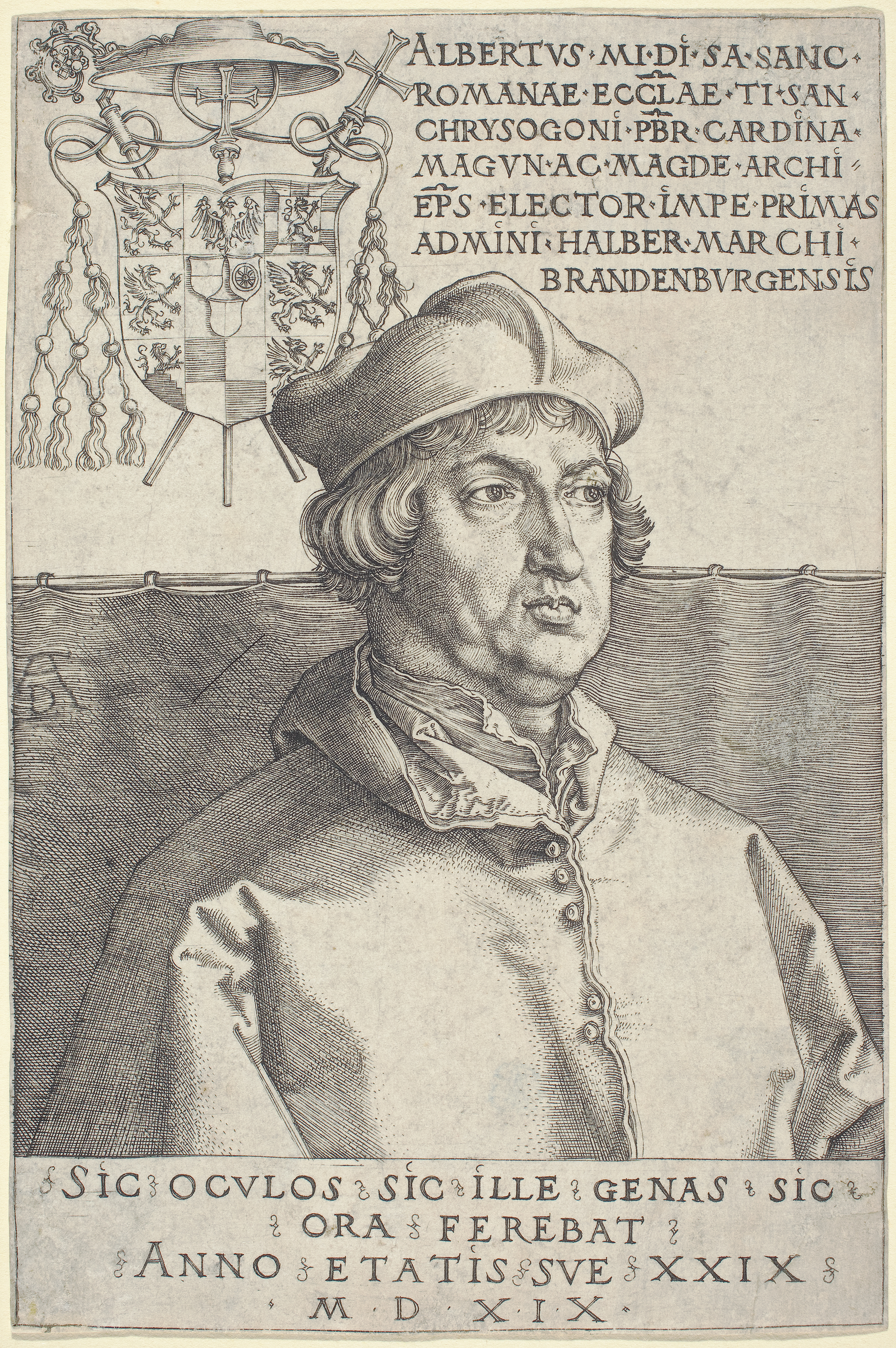
Albrecht von Mainz, Albrecht Dürer, 1519

Albrecht von Brandenburg wird als Nachfolger des am 9. Februar verstorbenen Uriel von Gemmingen Erzbischof und Kurfürst von Mainz. Da der 24-Jährige zu diesem Zeitpunkt schon seit einem Jahr Erzbischof von Magdeburg und Administrator des Bistums Halberstadt ist, verstößt er gegen das kirchenrechtliche Verbot, mehr als einen Bischofssitz innezuhaben. Er regiert während seiner gesamten Amtszeit von der Moritzburg in Halle an der Saale aus.

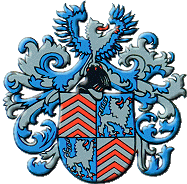
Großes Torgauer Wappen

- 11. Juni: Kurfürst Friedrich III. von Sachsen verleiht seiner Geburtsstadt Torgau das bis heute gültige Wappen.
- Am 27. Juli besetzen Ulmer Landsknechte im Auftrag des Rates die Stadt Geislingen und verhaften die Anführer des sogenannten Geislinger Aufstandes, denen am 11. August in Ulm der Prozess gemacht wird. Der Bäcker Lienhart Schöttlin, dem der Spruch: „Lieber helfensteinisch denn ulmisch“ nachgesagt wird, wird als einziger der Aufständischen durch das Schwert hingerichtet, die anderen werden teils verbannt, teils mit Strafen belegt.
- 21. Oktober: Nach dem Tod seines Vaters Alexander wird Ludwig II. Graf von Pfalz-Zweibrücken und Veldenz. Der Minderjährige steht vorläufig unter der Vormundschaft seiner Mutter Margarete von Hohenlohe-Neuenstein.

#### Frankreich / England / Schottland
- 18. Mai: Thronfolger Franz von Orléans-Angoulême heiratet Claude de France. Aufgrund der Feindschaft zwischen den beiden Müttern der Brautleute, Luise von Savoyen und Königin Anne de Bretagne, konnte die Ehe erst nach dem Tod Annes am 9. Januar geschlossen werden.
- 14. August: Die schottische Königswitwe Margaret Tudor heiratet heimlich Archibald Douglas, 6. Earl of Angus. Das kostet sie die Regentschaft für ihren minderjährigen Sohn Jakob V., die auf John Stewart, 2. Duke of Albany, übertragen wird.

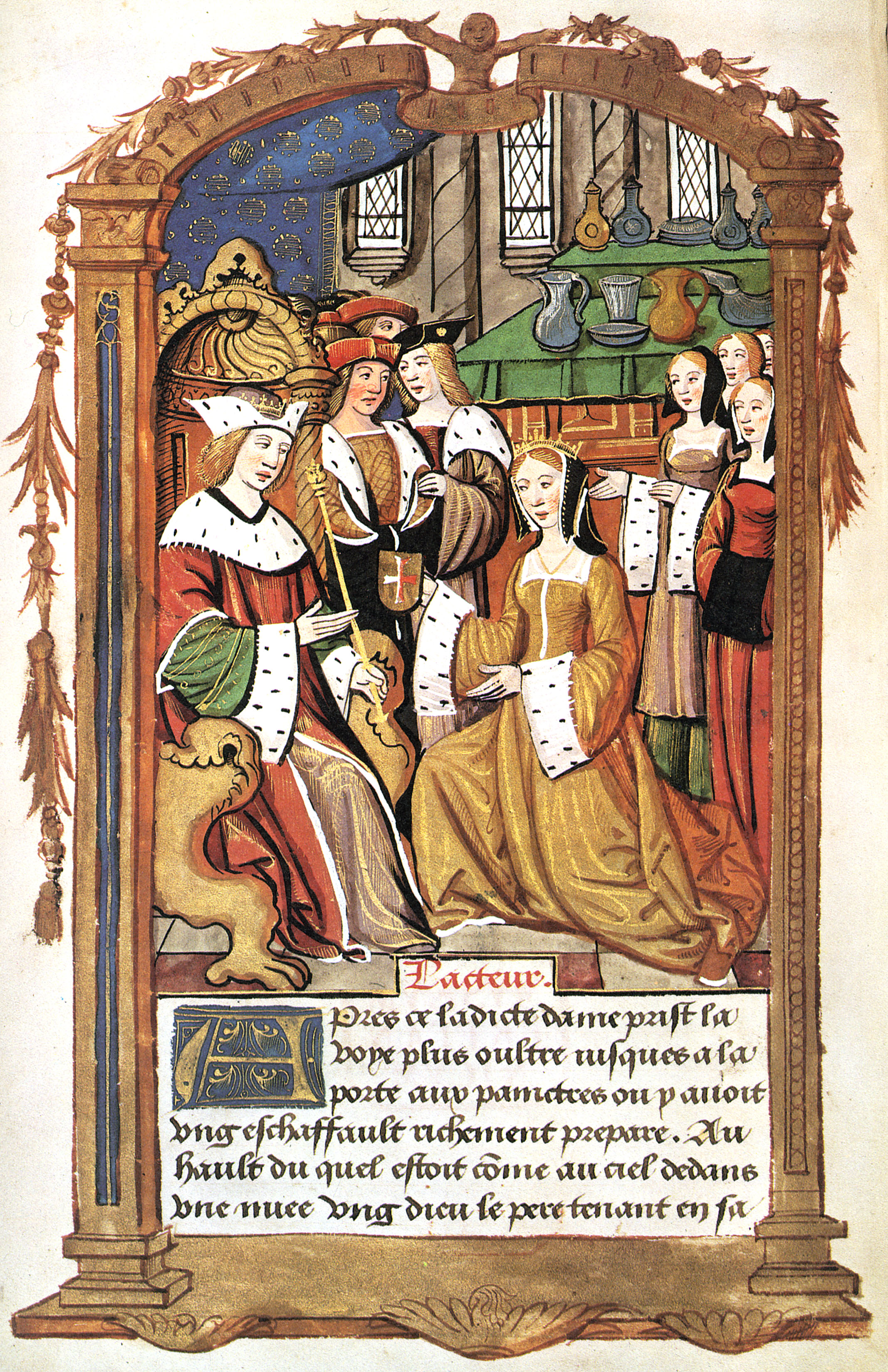
Mary und Ludwig von einem unbekannten Künstler

- 9. Oktober: In Abbeville heiraten der 52-jährige französische König Ludwig XII. und die 18-jährige Mary Tudor, die jüngste Tochter des englischen Königs Heinrich VII. Eine Trauung per Stellvertreter hat zuvor schon am 19. August stattgefunden. Am 5. November wird Mary zur Königin von Frankreich gekrönt.

#### Portugal und seine Kolonien
- April: Zwei weitere Portugiesische Indien-Armadas verlassen Lissabon.
- 15. Mai: Nachdem Fernão de Magalhães während seiner Stationierung in Marokko angeblich illegalen Handel mit den Mauren getrieben hat, wird er aus dem portugiesischen Militärdienst entlassen. Er geht daraufhin nach Spanien.
- König Manuel I. führt in Portugal eine Verwaltungsreform durch. Das Reich wird in sechs Comarcas eingeteilt, mehrere Concelhos werden neu geschaffen, zahlreiche Stadtrechte vergeben oder erneuert.
- Portugal baut den Ort Mazagão im heutigen Marokko zur Hafenfestung aus.
- König Manuel I. erhält als erste und bisher einzige Person eine zweite Goldene Rose vom Papst.

#### Ungarn

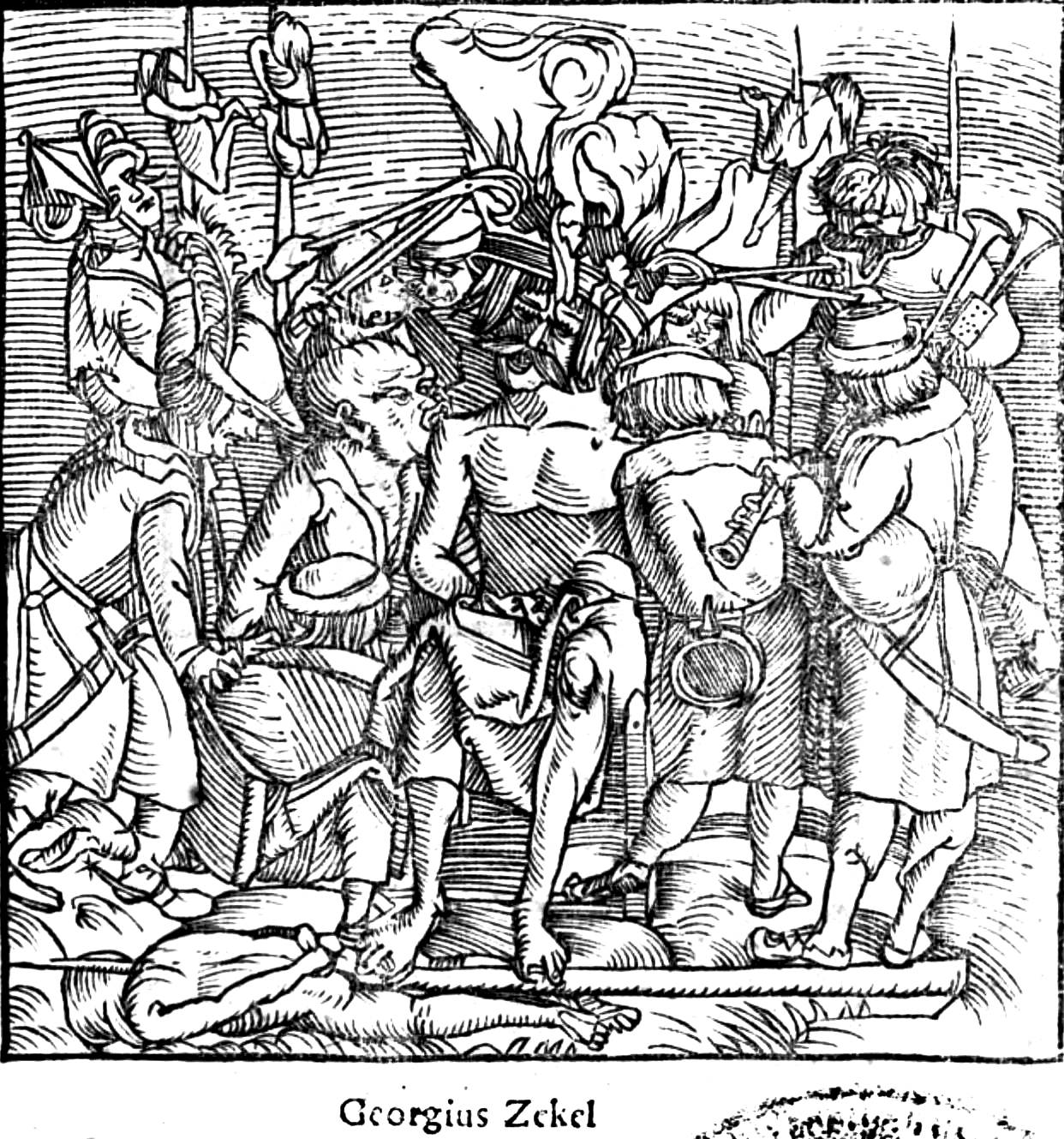
György Dózsas Hinrichtung

- Erste Belagerung von Temeswar: Ein Bauernheer unter György Dózsa, das gegen die feudalen Vorrechte des ungarischen Adels wie Grundherrschaft und Erbuntertänigkeit kämpft, fällt im Kreischgebiet und dem Banat ein. Anschließend belagern die Bauern Temeswar, werden aber am 15. Juli von einem Söldnerheer unter Johann Zápolya, dem Woiwoden von Siebenbürgen, mit Unterstützung von Stephan Báthory von Somlyó vernichtend geschlagen, Dózsa wird grausam gefoltert und am 20. Juli hingerichtet. Nach der Niederschlagung des Aufstandes erlassen die ungarischen Magnaten Gesetze, die die Leibeigenschaft der Bauern für die nächsten Jahrhunderte festschreiben.
- Beim Tod des serbischen Despoten Ivaniš Berislavić ist sein Sohn Stefan erst zehn Jahre alt, weshalb ihm der Titel als Despot erst 1520 verliehen wird.

#### Polen-Litauen / Russland
- 2. Februar: Georg von Schnitzenpaumer, ein Gesandter Kaiser Maximilian I., trifft über Königsberg kommend in Moskau ein, um den russischen Großfürsten für eine europäische Koalition gegen das jagiełłonische Vormachtstreben in Ostmitteleuropa zu gewinnen. Ihr sollen neben dem Großfürstentum Moskau der Deutsche Orden, Dänemark, Brandenburg, Sachsen und das Fürstentum Walachei angehören. Als Ergebnis der Gespräche wird ein förmlicher Bündnisvertrag geschlossen, gleichzeitig laufen die Vorbereitungen zu einem dritten Feldzug Moskaus gegen Smolensk an.

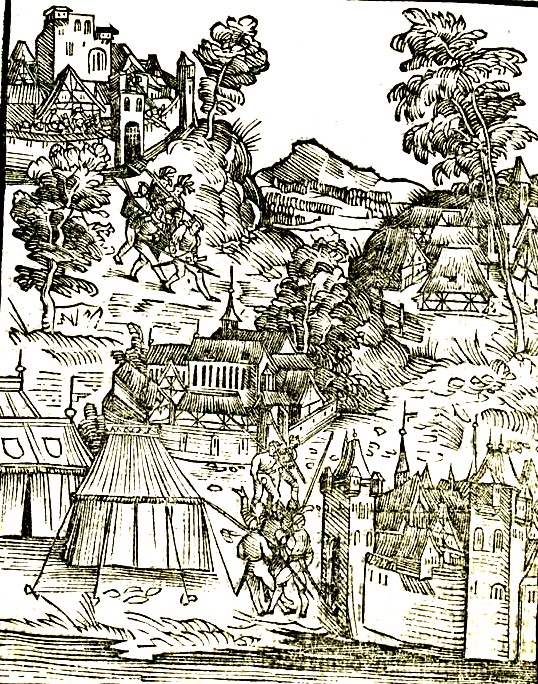
Zeitgenössische Darstellung des Moskowitisch-Litauischen Kriegs

- 30. Juli: Polen-Litauen verliert im Moskowitisch-Litauischen Krieg 1512–1522 die bedeutende Festung Smolensk mit Umland an das russische Großfürstentum Moskau. Die russischen Truppen, die Ende Mai in Marsch gesetzt worden sind, haben den Belagerungsring um die Festung sehr rasch geschlossen. Großfürst Wassili III. ist am 8. Juli von Moskau aufgebrochen und hat am 29. Juli vor Smolensk den Befehl zur Beschießung gegeben.
- 8. September: In der Schlacht bei Orscha besiegt das Großfürstentum Litauen im Bündnis mit dem Königreich Polen unter dem Kommando von Hetman Konstanty Fürst Ostrogski das russische Großfürstentum Moskau unter Iwan Andrejewitsch Tscheljadnin und stoppt damit vorläufig dessen Westexpansion. König Sigismund I. zieht propagandistischen Nutzen aus dem Sieg, scheitert aber an der Rückeroberung der von den Moskauern besetzten Festung Smolensk. Smolensk verbleibt bis 1611 unter direkter russischer Herrschaft.

#### Asien

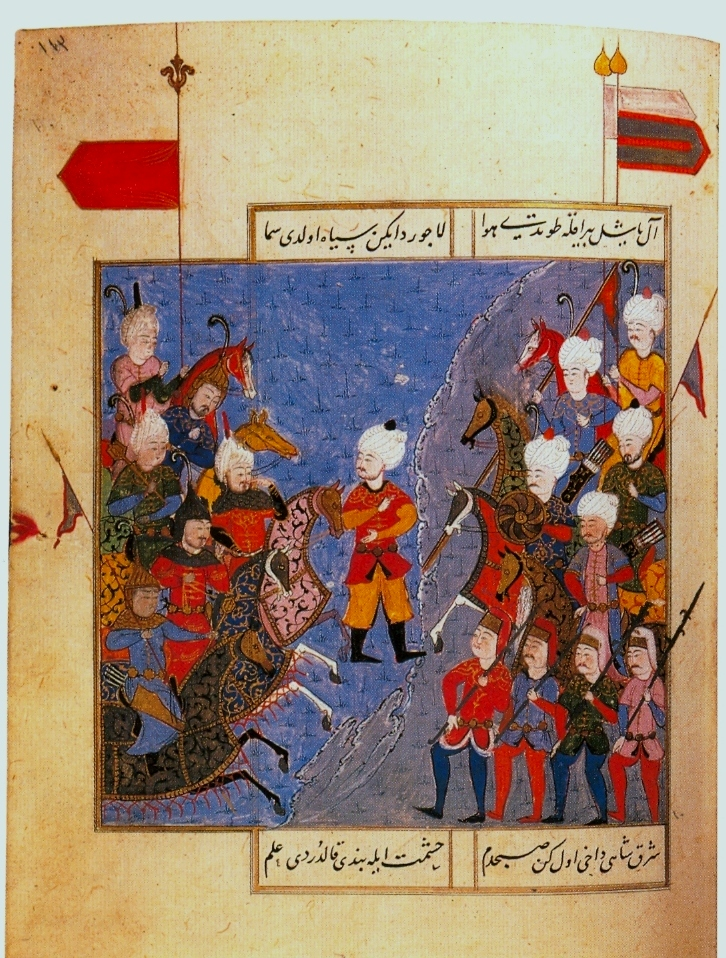
Schlacht von Tschaldiran, Miniatur aus dem Selimname von Şükrü İdris-i Bitlisî 1525

Sultan Selim I. des Osmanischen Reiches schlägt am 23. August den persischen Safawiden-Herrscher Ismail I. Schah in der Schlacht bei Tschaldiran vernichtend und gewinnt damit die Herrschaft in Ostanatolien. Sultan Selim stößt gleich nach der Schlacht auf die Safawidenhauptstadt Täbris vor und erobert sie. Zahlreiche Handwerker werden von hier nach Istanbul verbracht. Wegen des nahenden Wintereinbruchs wird der Feldzug schließlich abgebrochen. Die Safawiden verlegen ihre Hauptstadt in der Zwischenzeit nach Qazvin. Der Grenzverlauf nach der Schlacht ist bis heute nahezu unverändert. Die Safawiden stellen für die nächsten 100 Jahre keine ernsthafte Bedrohung mehr für die Osmanen dar. Mit dem Sieg der Osmanen wechseln die kurdischen Feudalherren und lokale Fürsten die Seite und beteuern ihre Loyalität zu den Osmanen. Mit der Eroberung Ostanatoliens schafft sich Sultan Selim I. eine Basis für die spätere Eroberung des mamelukischen Ägyptens und gewinnt darüber hinaus die Kontrolle über einen Abschnitt der Seidenstraße.

#### Amerika
Der spanische Conquistador Vasco Núñez de Balboa kehrt am 19. Januar von seiner Entdeckungsreise, die ihn bis an das „Südmeer“ gebracht hat, nach Darién zurück. Nur wenige seiner Begleiter haben die Expedition überlebt und auch Balboa ist bei seiner Ankunft dem Tod nahe. Aufgrund von Intrigen wird er noch im selben Jahr als Gouverneur von Darién abgesetzt und durch den Soldaten Pedro Arias Dávila ersetzt, was seine Pläne zunichtemacht, das sagenhafte Goldland im Süden, von dem er auf der Reise erfahren hat, zu erobern. Dávila erreicht Darién am 30. Juni. In seinem Gefolge befindet sich unter anderem der Abenteurer Diego de Almagro el Viejo, der in dieser Zeit den Soldaten Francisco Pizarro kennenlernt, sowie der etwa 14-jährige Hernando de Soto.
- Francisco de Garay wird als Nachfolger des im Vorjahr verstorbenen Juan de Esquivel zweiter Gouverneur von Jamaika.
- 25. August 1514 oder 1515: Gouverneur Diego Velázquez de Cuéllar gründet an der Südküste Kubas den Ort Havanna, der wegen der herrschenden Mückenplage aber nach wenigen Jahren nach Norden verlegt werden muss.

#### Afrika
Der Dynastiegründer Manga aus dem Stamm der Fula gründet das theokratische Reich der Denanke (mit einer traditionellen Religion) in Westafrika. Er macht Tekrur zur Hauptstadt.

### Wissenschaft und Technik

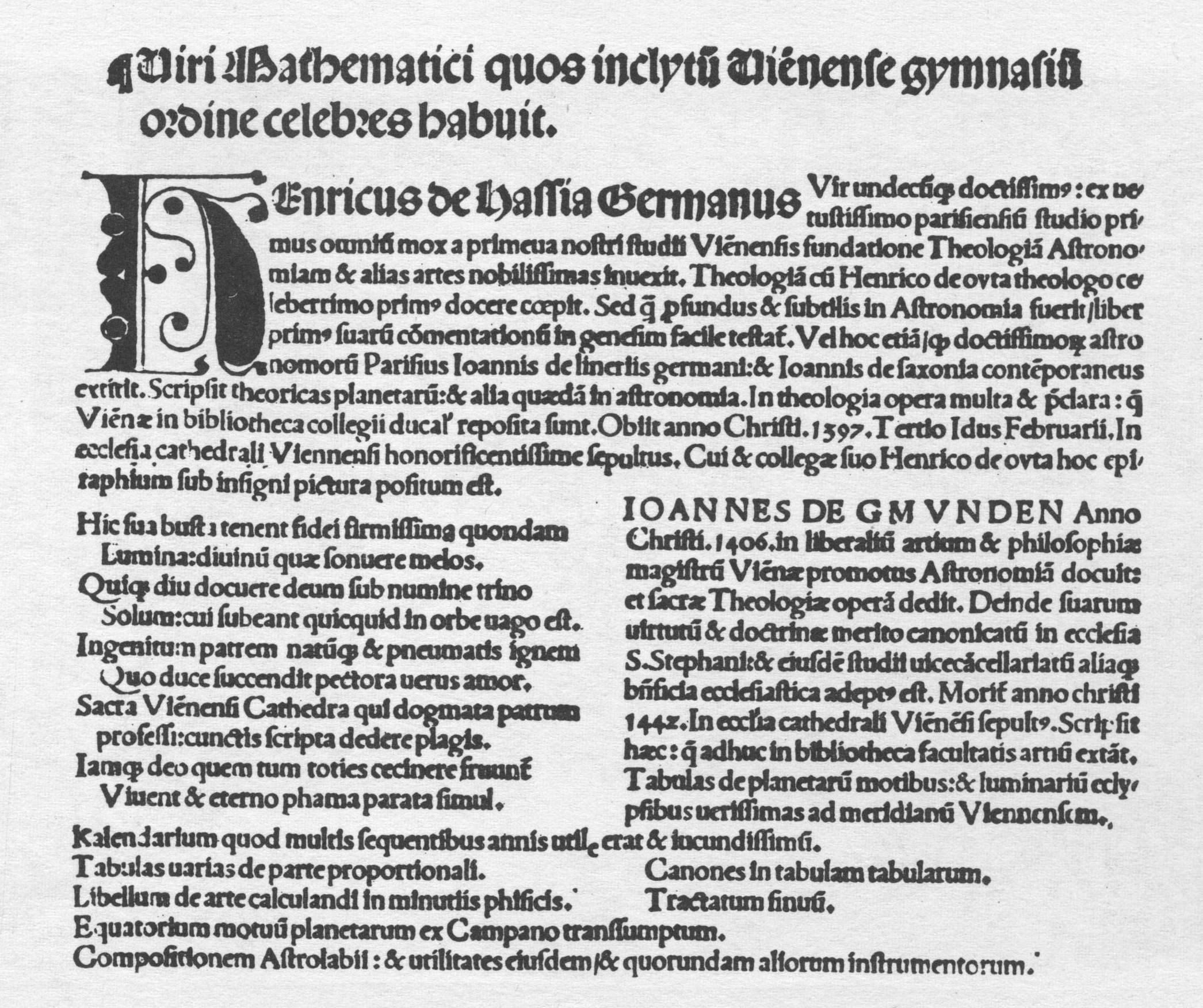
Obere Hälfte der ersten Seite der Viri Mathematici

- 13. April: Georg Tannstetter, Angehöriger der Wiener astronomischen Schule, veröffentlicht das Werk Viri Mathematici quos inclytum Viennense gymnasium ordine celebres habuit, einen frühen Ansatz der Wissenschaftsgeschichte. Darin werden die von 1384 bis zu diesem Zeitpunkt in Wien tätigen Astronomen und Mathematiker ausführlich dargestellt. Bei fünf von ihnen präsentiert Tannstetter umfangreiche Listen ihrer Werke, nämlich bei Johannes von Gmunden, Georg von Peuerbach, Johannes Regiomontanus, Johannes Stabius und Andreas Stiborius. Insgesamt erscheinen in diesen Viri Mathematici ungefähr 170 Buchtitel zu überwiegend mathematischen und astronomischen Themen.
- Zur Lösung des Längenproblems in der Navigation schlägt Johannes Werner vor, die Distanz von Sternen zum Mond zu verwenden.
- Die von Johannes Stabius und Johannes Werner entwickelte sogenannte Stab-Wernersche herzförmige Projektion, die erste flächentreue Darstellung der Erdkugel, wird erstmals im Druck veröffentlicht.

### Kultur
| Kultur | Kultur |
| --- | ------ |
| - Cinquecento in Italien - Renaissance - Hochrenaissance in Italien - Frührenaissance im deutschsprachigen Raum - Spätgotik - Manuelinik in Portugal - Isabellinischer Stil und Plateresker Stil in Spanien |        |

#### Menagerie

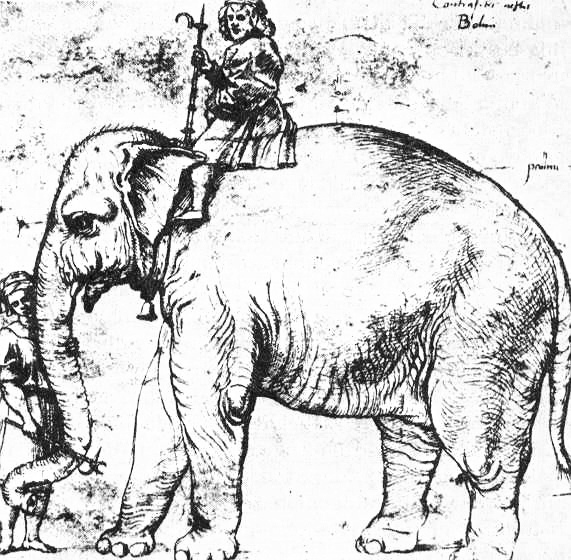
Hanno; nach einer (verschollenen) Zeichnung von Raffael

König Manuel der Glückliche von Portugal macht dem im Vorjahr gewählten Papst Leo X. neben zahlreichen anderen Wildtieren einen aus Indien stammenden Elefanten als Geschenk. Die Schiffsreise von Lissabon an die italienische Küste verläuft unproblematisch, die Weiterreise über Land gerät aufgrund der Massen an Schaulustigen jedoch zeitweise außer Kontrolle. Hanno, der am 19. März von einer großen Delegation unter der Leitung von Tristão da Cunha dennoch erfolgreich überbracht wird, wird das Lieblingstier des Papstes.

#### Bildende Kunst
- 30. August: Antonio da Correggio beginnt im Auftrag der Mönche des Minoritenklosters in seinem Heimatort Correggio mit der Erschaffung eines Altarbildes mit der Madonna.

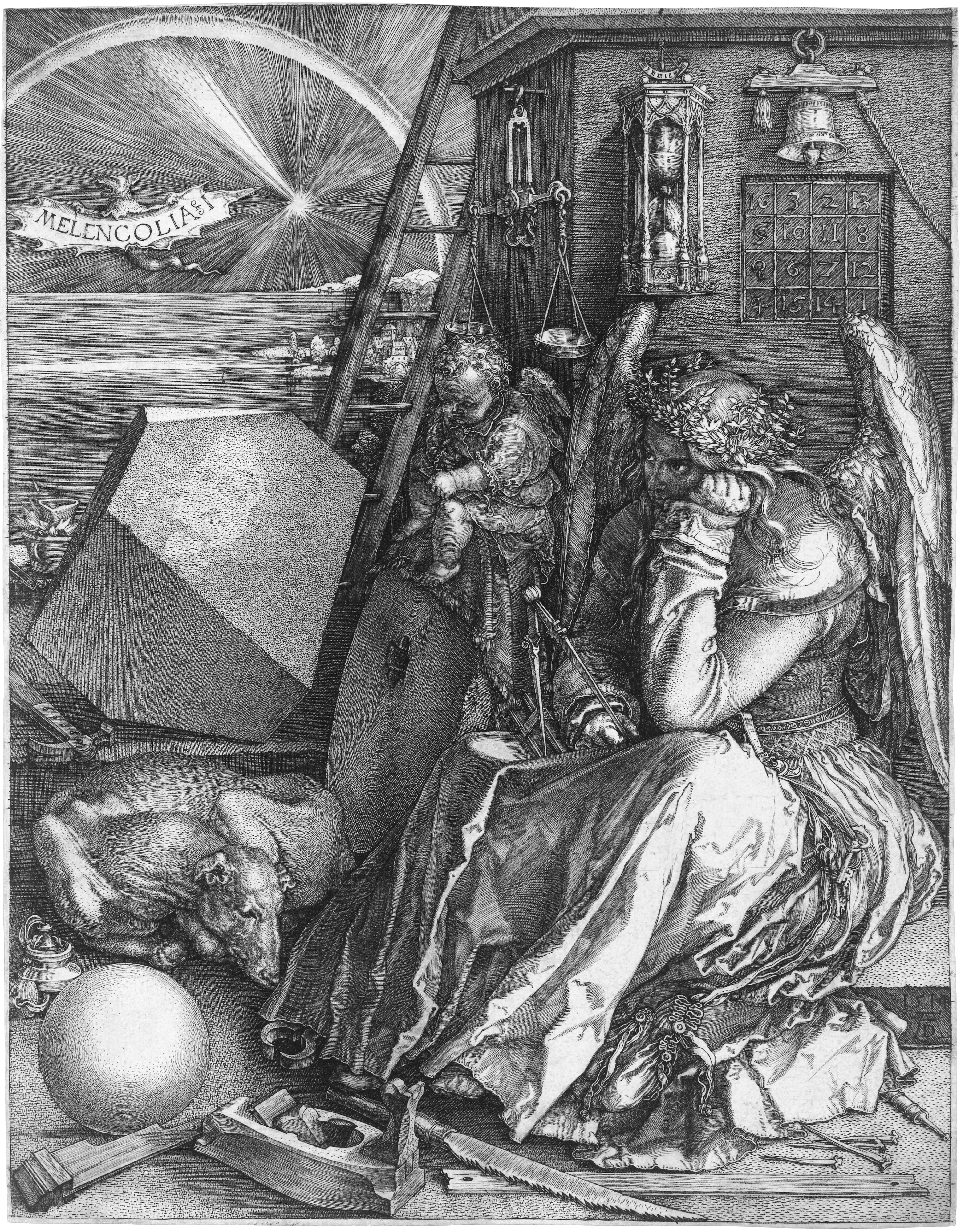
Melencolia I

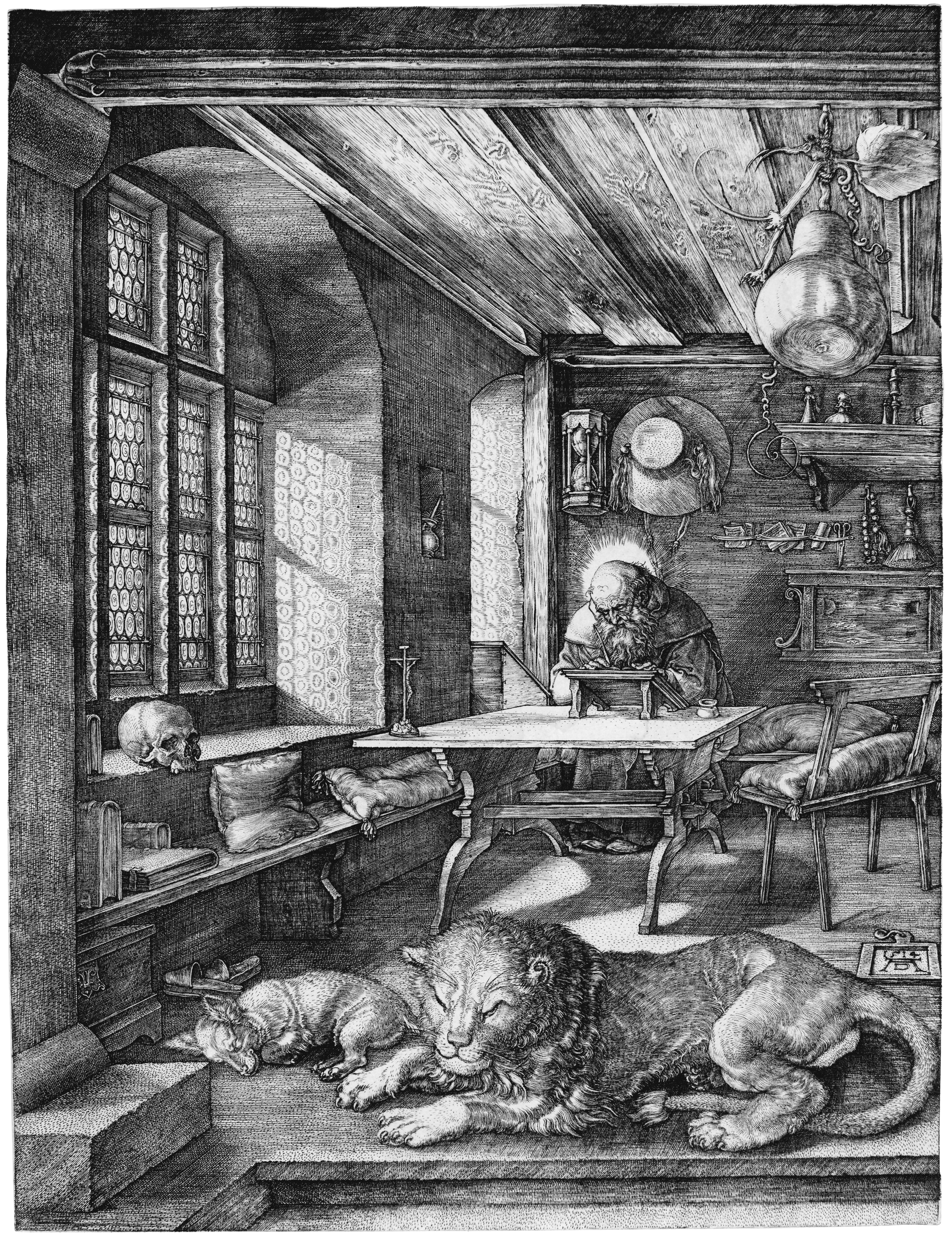
Der heilige Hieronymus im Gehäus

Albrecht Dürer erschafft die beiden Kupferstiche Melencolia I und Der heilige Hieronymus im Gehäus. Zusammen mit dem 1513 entstandenen Werk Ritter, Tod und Teufel bilden sie Dürers „Meisterstiche“, die sich durch eine komplexe Ikonographie und Symbolik auszeichnen. Einer gängigen Interpretation zufolge stellen die drei Meisterstiche drei unterschiedliche Lebensweisen dar.

### Gesellschaft

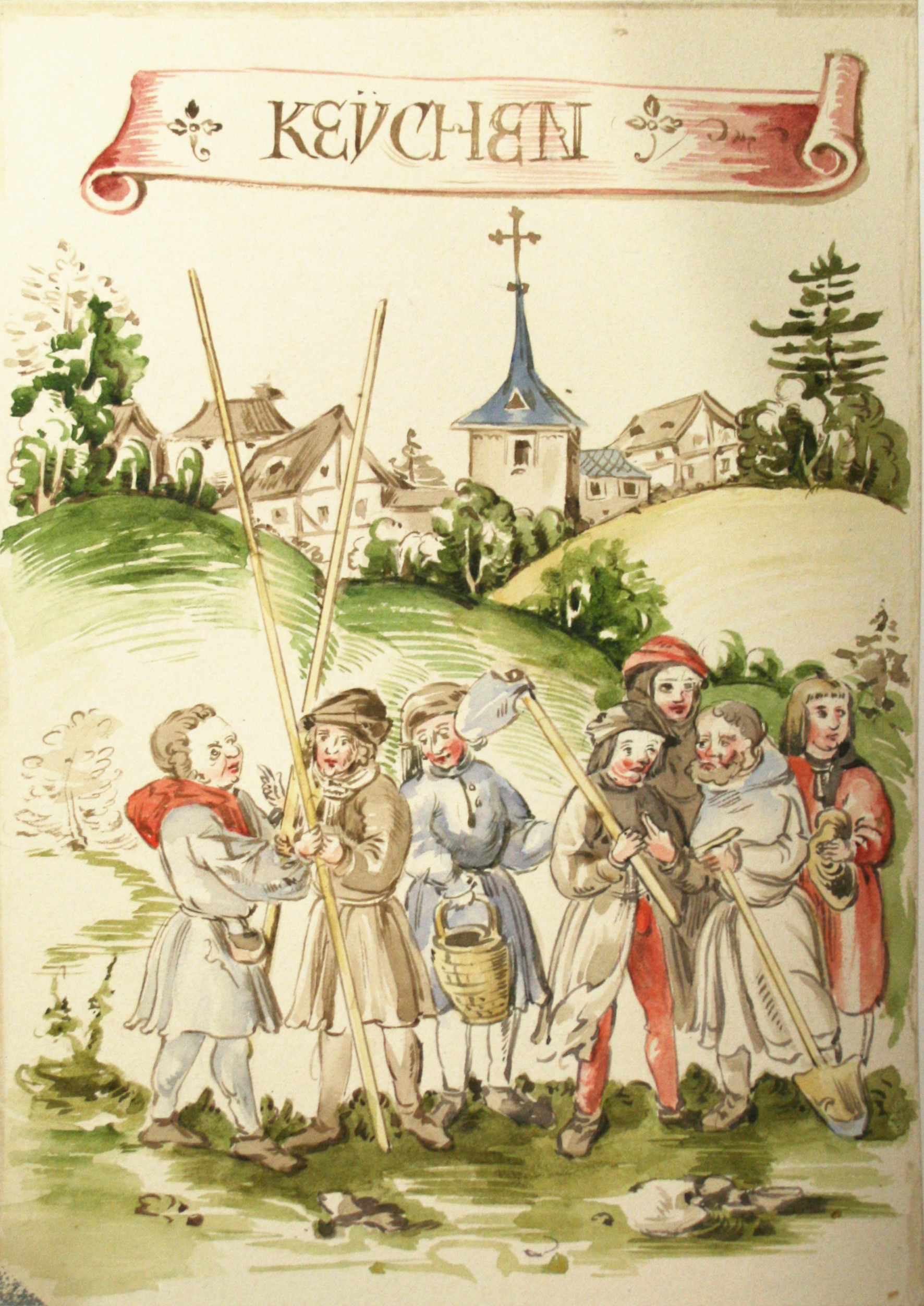
Die Landscheider mit ihrem Werkzeug, im Hintergrund die Ortschaft Kaichen

- 5. Dezember: Das Salbuch des Klosters Naumburg wird angelegt. Dieses reich bebilderte Salbuch stellt die Dokumentation einer Grenzbereinigung zwischen dem Cyriacuskloster Naumburg und der Ortschaft Kaichen dar. Der Text der Urkunde zählt die sieben Landscheider namentlich auf, welche die Gemarkung vermessen und mit Grenzsteinen versehen haben. Darauf erfolgt eine Beschreibung der Grenzen.
- Stallmeister Hans von Hutten heiratet Ursula Thumb von Neuburg, die bisherige heimliche Geliebte seines Herrn Ulrich von Württemberg, was zum Bruch zwischen den beiden führt.
- Die Stadt Venedig verbietet das Vergolden von Marzipan als übertriebenen Luxus.

### Religion

#### Christentum

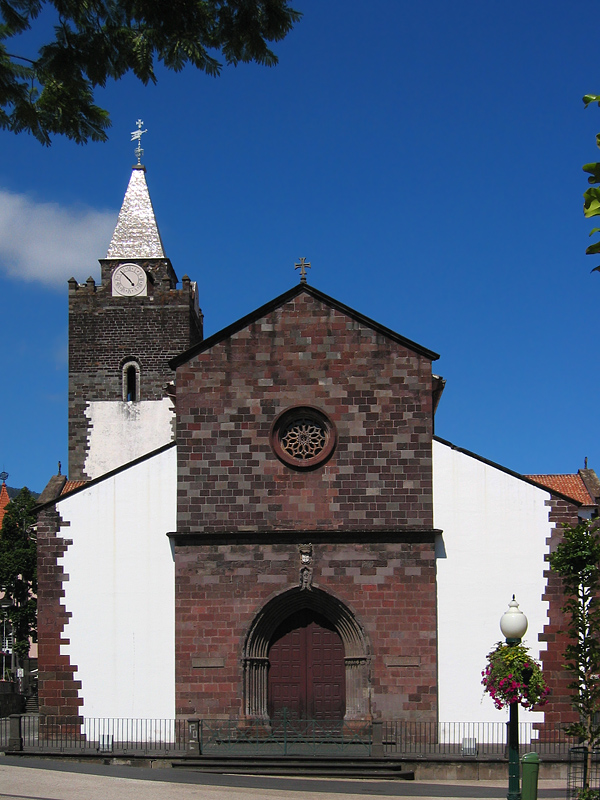
Sé Catedral de Nossa Senhora da Assunção in Funchal

- 12. Januar: Papst Leo X. löst Madeira aus dem Erzbistum Tanger und erhebt es zu einer eigenen dem Patriarchat von Lissabon unterstellten Suffragandiözese. Das Bistum Funchal soll zukünftig für alle überseeischen Besitzungen Portugals zuständig sein. Die bisherige Jurisdiktionshoheit des Christusordens über die portugiesischen Überseeterritorien wird mit der Bulle Pro excellenti praeeminentia aufgehoben. Im gleichen Jahr wird die Kirche von Funchal fertiggestellt und zur Kathedrale erhoben.
- Adolf von Anhalt-Zerbst wird Bischof von Merseburg als Nachfolger des am 3. März verstorbenen Thilo von Trotha.
- 25. August: Bernhard von Cles wird Bischof von Trient, ohne die Priesterweihe erhalten zu haben.
- 13. November: Antoine Bohier Du Prat wird zum Erzbischof von Bourges ernannt.
- An der Stelle der heutigen Wallfahrtskirche Mariä Himmelfahrt auf dem Hohen Peißenberg errichten Bauern aus Peiting erstmals eine gemauerte Kapelle.

#### Islam
Mit der Eroberung Ostanatoliens durch das Osmanische Reich fliehen viele Gefolgsleute Schah Ismails I. aus Anatolien. Die übrig gebliebenen turkmenischen Stämme geraten in die Defensive und mit ihnen das Alevitentum. Sultan Selim I. verbreitet das orthodoxe Sunnitentum. Die persischen Safawiden wenden sich im Gegensatz dazu dem orthodoxen Schiitentum zu.

### Katastrophen
- 10. Januar: Am Rialto in Venedig bricht ein Brand aus, dem fast das gesamte Stadtviertel zum Opfer fällt.
- 29./30. September: Hieronymusflut an der niederländischen Küste

## Geboren

### Geburtsdatum gesichert
- 16. Februar: Georg Joachim Rheticus, österreichischer Mathematiker, Astronom, Theologe, Kartograph, Instrumentenmacher und Mediziner († 1574)
- 22. Februar: Johannes Gigas, deutscher Humanist, evangelischer Theologe und Reformator († 1581)
- 22. Februar: Tahmasp I., Schah von Persien aus der Dynastie der Safawiden († 1576)
- 25. Februar: Otto von Waldburg, Bischof von Augsburg und Kardinal († 1573)
- 23. März: Lorenzino de’ Medici, italienischer Schriftsteller, Mitglied der Familie Medici († 1548)
- 02. April: Guidobaldo II. della Rovere, Herzog von Urbino († 1574)
- 06. April: Joachim Mörlin, deutscher Theologe, Pfarrer und Reformator († 1571)
- 07. April: Joachim I. von Alvensleben, Burgherr in Erxleben, Gelehrter und Reformator († 1588)
- 16. Juni: John Cheke, englischer Gelehrter und Staatsmann († 1557)
- 15. Juli: Peter Tiara, niederländischer Philologe und Arzt († 1586)
- 19. Juli: Michael Toxites, deutscher Mediziner, Lehrer, Dichter und Herausgeber medizinischer und alchemistischer Schriften († 1581)
- 26. Juli: Wiguleus Hund, bayrischer Rechtsgelehrter und Staatsmann († 1588)
- 13. August: Joachim Mynsinger von Frundeck, deutscher Jurist der Humanistenzeit († 1588)
- 12. September: Philipp, Herzog zu Mecklenburg († 1557)
- 10. Oktober: Michael von Kuenburg, Erzbischof von Salzburg († 1560)
- 20. Oktober: Philipp IV., Graf von Hanau-Lichtenberg († 1590)
- 31. Oktober: Wolfgang Lazius, deutscher Humanist, Historiker, Kartograf und Arzt († 1565)
- 29. November: Andreas Musculus, deutscher evangelischer Theologe und Reformator († 1581)
- 17. Dezember: Johann Basilius Herold, deutscher Drucker, Humanist, Historiker, Publizist und Fälscher († 1567)
- 31. Dezember: Andreas Vesalius, flämischer Anatom, gilt als Begründer der neuzeitlichen Anatomie sowie des morphologischen Denkens in der Medizin († 1564)

### Genaues Geburtsdatum unbekannt
- Jean d’Amboise, französischer Chirurg († 1584)
- Andreas Aurifaber, deutscher Arzt († 1559)
- Hai Rui, chinesischer Beamter († 1587)
- Maha Thammaracha, König des siamesischen Königreichs von Ayutthaya († 1590)

### Geboren um 1514
- Giovanni Animuccia, italienischer Komponist von Kirchenmusik († 1571)
- Caspar Landsidel, deutscher Pädagoge und Rhetoriker († 1560)
- Johann Placotomus, deutscher Mediziner und Pädagoge († 1577)
- Franz II. von Taxis, deutscher Adeliger, Postmeister Karls V. († 1543)
- Barbara Uthmann, deutsche Unternehmerin im Erzgebirge († 1575)
- 1514/1517: Francisco Hernandez de Toledo, spanischer Arzt und Naturforscher († 1587)

## Gestorben

### Erstes Halbjahr

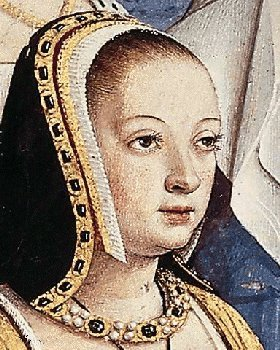
Anne de Bretagne, Ausschnitt aus einem Gemälde von Jean Bourdichon

- 09. Januar: Anne de Bretagne, Königin von Frankreich (* 1477)
- 09. Februar: Uriel von Gemmingen, Kurfürst und Erzbischof von Mainz und Reichserzkanzler (* 1468)
- 05. März: Thilo von Trotha, Bischof von Merseburg sowie Kanzler der Universität Leipzig (* 1443)
- 07. März: Řehoř Hrubý z Jelení, tschechischer Schriftsteller, Übersetzer und Humanist (* um 1460)
- 11. März: Jan Bouwensz, Landesadvokat von Holland (* um 1452)

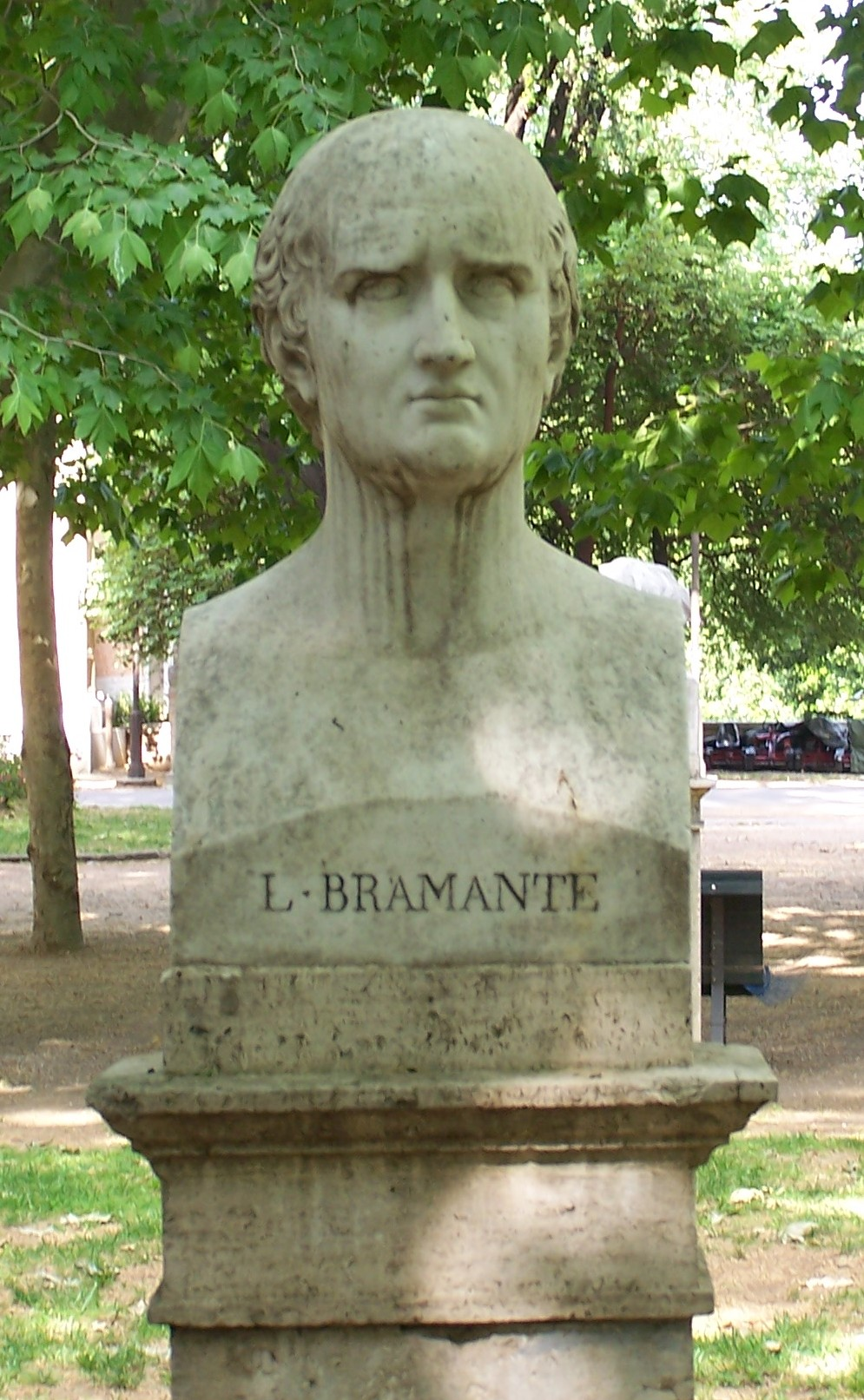
Büste von Donato Bramante im Park der Villa Medici in Rom

- 11. April: Donato Bramante, italienischer Maler, Baumeister und Begründer der Hochrenaissance-Architektur (* 1444)
- 03. Mai: Anna von Brandenburg, Herzogin von Schleswig und Holstein (* 1487)
- 16. Mai: Barbara Dürer, Nürnberger Bürgerin, Mutter von Albrecht Dürer (* 1452)
- 24. Mai: Wolfgang von Bayern, bayrischer Adeliger (* 1451)
- 30. Mai: Wolfgang Roritzer, deutscher Dombaumeister und Bildhauer
- 16. Juni: Margarete von Pfalz-Zweibrücken, Gräfin von Nassau-Wiesbaden-Idstein und Äbtissin des Klosters Marienberg (* 1456)
- 23. Juni: Heinrich I., Herzog von Braunschweig und Lüneburg und Fürst von Braunschweig-Wolfenbüttel (* 1463)

### Zweites Halbjahr
- 14. Juli: Christopher Bainbridge, Erzbischof von York (* 1462/63)
- 20. Juli: György Dózsa, Siebenbürger Adeliger und Führer des Ungarischen Bauernaufstands (* um 1470)
- 07. Oktober: Bernardo Rucellai, Florentiner Gelehrter und Diplomat (* 1448)
- 21. Oktober: Alexander von Pfalz-Zweibrücken, Pfalzgraf und Herzog von Pfalz-Zweibrücken und Veldenz (* 1462)

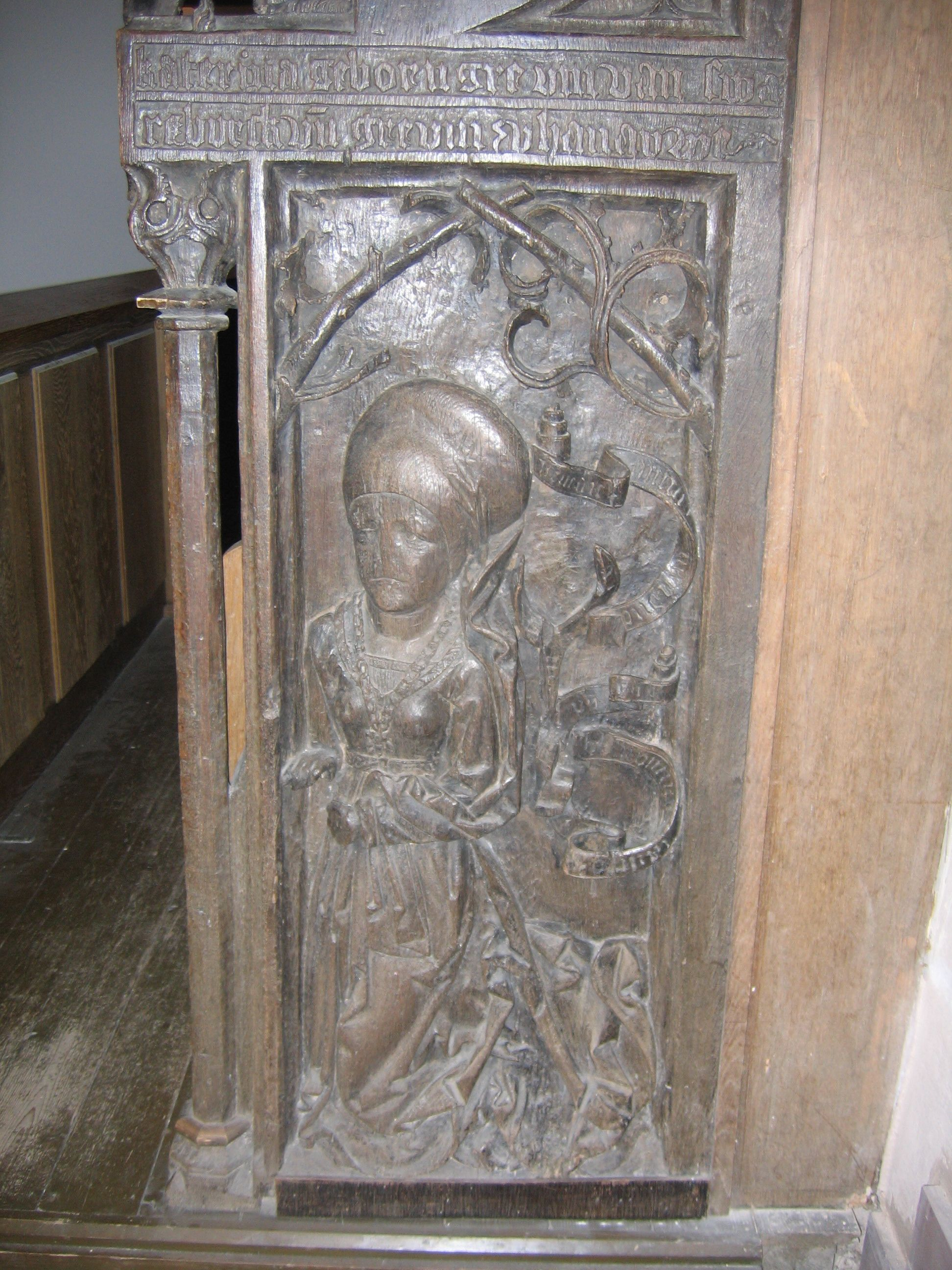
Darstellung der Gräfin Katharina auf einer Chorstuhlwange in der Marienkirche Hanau

- 27. November: Katharina von Schwarzburg-Blankenburg, Gräfin von Hanau-Münzenberg (* nach 1470)
- 28. November: Ladislaus Prager, deutscher Ritter, Erbmarschall von Kärnten, Kaiserlicher Rat und Truchsess, Hauptmann von Wiener Neustadt, Pfleger von Enns und Kämmerer von Kaiser Friedrich III.
- 28. November: Hartmann Schedel, deutscher Historiker (* 1440)
- 04. Dezember: Peter Offenburg, Bürgermeister von Basel (* 1458)

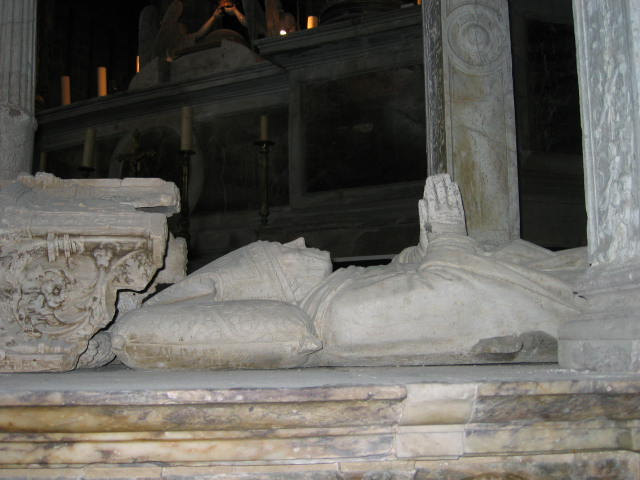
Alabaster-Grab von Kardinal Guillaume Briçonnet in der Kathedrale von Narbonne

- 14. Dezember: Guillaume Briçonnet, Erzbischof von Narbonne und Reims, Bischof von Nîmes (* um 1445)

### Genaues Todesdatum unbekannt
- Ivaniš Berislavić, serbischer Despot und Banus von Jajce
- Adam von Bochinia, polnischer Arzt und Humanist
- Miguel Díaz, spanischer Entdecker
- Archibald Douglas, 5. Earl of Angus, schottischer Adeliger (* um 1453)
- Georg Glockendon, Buchmaler aus Nürnberg
- Nikolaus Queck, Dombaumeister in Mainz und Frankfurt am Main

### Gestorben um 1514
- 1514/1517: Luca Pacioli, italienischer Franziskaner, Mathematiker und Wirtschaftswissenschafter (* um 1445)